# 甲斐谷忍
甲斐谷忍（1967年9月24日—），日本男性漫畫家。出生於鹿兒島市。鹿兒島大學工學部畢業。現居於千葉縣柏市。

## 經歷
- 1991年
  - 獲第42回手塚賞準入選受賞。
- 1994年
  - 於《週刊少年Jump》連載《翠山警察故事》（翠山ポリスギャング）。
- 1996年
  - 於雜誌2月號開始連載《美酒貴公子》。本作後來翻拍成電視劇，於1999年10月號停止連載。
- 1998年
  - 至2006年止於漫畫雜誌《Business Jump》開始連載《ONE OUTS》。高人氣的棒球漫畫。甲斐谷忍的代表作之一。
- 2000年
  - 雜誌中開始連載《太平天國演義》。不過後來雜誌休刊直到2002年及2003年於増刊的《BJ魂》進行連載，不過還是未完就中斷。後來在《週刊YOUNG JUMP》雜誌2008年23號中被問到如果拿到一百萬日圓要怎麼使用時回答，希望能自費出版第四集。
- 2005年
  - 《週刊YOUNG JUMP》集中於12至17號刊連載《詐欺遊戲LIAR GAME》。大受好評後同年41至52號刊再度集中連載。2006年於26至36號刊連載第3部。於2007年12月號再度開始連載。目前已電視劇化，由戶田惠梨香主演。
- 2007年
  - 於漫畫雜誌《Business Jump》12号開始連載《靈能力者 小田霧響子的謊言》。目前也已經電視劇化了，由石原里美主演小田霧響子一角。
- 2008年
  - 10月左右於日本開始《ONE OUTS》動畫化。
- 2011年
  - 於上Vol.2開始連載《去吧!貼馬兵團》(也譯為：《勝利者同盟》)。
- 2016年
  - 於《週刊少年Magazine》4・5合併號開始連載少年漫畫。
- 2019年
  - 於《週刊Young Magazine》17號刊號開始連載《新·信長公記～信長君與我～》。日本電視台於2022年翻拍為電視劇，由永瀨廉主演。
- 2022年
  - 於《Grand Jump》5號刊開始連載《自己送上門的鴨子有毒 加茂教授的人性經濟學課程（カモのネギには毒がある-加茂教授の"人間"経済学講義）》。

## 個性
- 十分喜愛賽馬，《詐欺遊戲》中許多的角色名字都來自和賽馬相關的實際人物。
- 從小受到漫畫家鴨川一（日语：鴨川つばめ）的作品《義大利麵菠菜莊》（マカロニほうれん荘）的影響。
- 此外亦深受福本伸行的影響（甲斐谷曾對《ONE OUTS》企劃部說這其實是棒球版的《鬥牌傳說》）。

## 作品
- 翠山警察故事（翠山ポリスギャング）（全2卷）台譯《堂口警察》大然文化出版。（『週刊少年Jump』1994年開始連載）
- （短篇集）
- 美酒貴公子（ソムリエ）（全9卷）（『MANGAオールマン』1996年2月號-1999年10月號）
- ONE OUTS（全20卷）（『ビジネスジャンプ』1998年24號-2006年18號）
- 太平天國（太平天国演義）（全3卷、未完）尖端出版（『MANGAオールマン』2000年開始連載）
- 詐欺遊戲（LIAR GAME）（全19卷）長鴻出版（『週刊ヤングジャンプ』2005年12號－2015年8號）
- 靈能力者 小田霧響子的謊言（霊能力者 小田霧響子の嘘）（共7卷）長鴻出版（『ビジネスジャンプ』2007年12號開始連載）
- 去吧!貼馬兵團（ウイナーズサークルへようこそ）（全9卷）長鴻出版（『ジャンプ改』2011年2號開始連載）
- （全4卷）（『週刊少年マガジン』2016年4・5合併號開始連載）
- LIAR GAME - 詐欺遊戲 roots of A 甲斐谷忍短篇集（LIAR GAME roots of A 甲斐谷忍短編集）（2008年7月23日、集英社發售）長鴻出版
  - （『週刊YOUNG JUMP』2008年9號刊載）
    - LIAR GAME的短篇。秋山深一跟神崎直的5年前相遇的故事。

  - （『週刊ヤングジャンプ増刊 漫革』2001年9月20日號刊載）
  - （『週刊YOUNG JUMP増刊 漫革』2002年6月5日號連載）
    - 傳說的占卜師桐生飛鳥與女社長松村香織的故事。

  - （『週刊YOUNG JUMP増刊 漫革』2002年9月25日號連載）
    - 桐生飛鳥與bus hijacking的故事。

  - （『Business Jump増刊 BJ魂』2007年1月1日號連載）
    - 關於甲斐谷忍的愛犬BEGA（ベガ）(暫譯)（臘腸犬）的故事。

  - （『MANGA ALLMAN』1999年19號刊載）
- 新·信長公記～信長君與我～（全8卷）
- （原作：夏原武、『Grand Jump』2021年17號開始連載）

### 單行本未刊載作品
- （1999年4月發行『COMIC CUE』VOLUME SIX（イースト・プレス）刊載）
- （『週刊YOUNG JUMP増刊 漫革』31刊載）
- （『Evening』2017年6号・7號刊載）

## 助手
- 尾田榮一郎

## 外部連結
- （日語）
- 甲斐谷忍的X（前Twitter）